# Lithobius pamukkalensis
Lithobius pamukkalensis är en mångfotingart som beskrevs av Matic 1980. Lithobius pamukkalensis ingår i släktet Lithobius och familjen stenkrypare.
Artens utbredningsområde är Turkiet. Inga underarter finns listade i Catalogue of Life.